# ジュッターリーン体
ジュッターリーン体（ジュッターリーンたい、Sütterlinschrift）はドイツの古い筆記体であり、フラクトゥールの1つである。1911年に、プロイセン文化省の求めにより、ルートヴィヒ・ジュッターリーン（Ludwig Sütterlin）が官庁での使用と学校教育のために考案した。1915年にプロイセンで導入され、1920年代を移行期間とし、1935年に学校で教えられるフラクトゥールの筆記体として唯一の書体となった。その後第二次大戦中の1941年にナチス政権によってジュッターリーン体を含めフラクトゥールが廃止された。戦後も私的に用いられたが、学校教育では復活せず、廃れた。ドイツではジュッターリーン体以前のフラクトゥールの筆記体も含めてジュッターリーン体と呼ぶことがある。ドイツ国外またはドイツの戦後世代ではジュッターリーン体が読めない人がほとんどである。